# Języki zamukoańskie
Języki zamukoańskie (samúkoańskie) – rodzina dwóch języków używanych głównie w Paragwaju, a także w Boliwii.

## Geografia
- Paragwaj – Indianie Chaco
- Boliwia – region Santa Cruz

## Klasyfikacja
| Grupy i języki                | Liczba mówiących | Kraje             |
| ----------------------------- | ---------------- | ----------------- |
| ayoreo (garaygosode, moro)    | 4300             | Boliwia, Paragwaj |
| czamakoko (chamacoco, isziro) | 1600             | Paragwaj          |